# アン・ジェモ
アン・ジェモ（安宰模 1979年9月20日-）は、大韓民国の俳優。釜山出身。

## 来歴
高校在学中、『新世代報告書』（1995年-
1998年、KBS）でデビュー、『龍の涙』（1996年-1998年、KBS）で青年期の世宗を演じ、『王と妃』（1998年-2000年、KBS）で燕山君を狂気に演じ、2002年の『野人時代』（SBS）で青年期の金斗漢を演じ、SBS演技大賞を受賞。韓国時代劇スターとして頭角を現し数多くの時代劇の他、現代物にも出演し、2010年、結婚。1男1女の父親でテレビドラマからミュージカルに至るまで活動している。

## 出演作品
- 『新世代報告書』（1995年-1998年、KBS）
- 『龍の涙』（1996年-1998年、KBS）
- 『王と妃』（1998年-2000年、KBS）
- 『野人時代』（2002年-2003年、SBS）
- 『男の香り』（2003年、MBC）
- 『淵蓋蘇文』（2006年、SBS）
- 『王と私』（2007年、SBS）
- 『自由人 イ・フェヨン』（2010年、KBS）
- 『百済の王 クンチョゴワン』（2010年-2011年、KBS）
- 『武神』（2012年、MBC）
- 『鄭道伝』（2014年、KBS）
- 『客主 商売の神 2015』